# Newbridge-on-Wye
Newbridge-on-Wye är en by i Powys i Wales. Byn är belägen 83 km 
från Cardiff. Orten har 649 invånare (2016).